# Boianceni, Zastavna
Boianceni, întâlnit și sub forma Boianciuc, (în ucraineană Боянчук, transliterat: Boianciuk și în germană Bojanczuk / Boiancze) este un sat reședință de comună în raionul Zastavna din regiunea Cernăuți (Ucraina). Are 1,033 locuitori, preponderent ucraineni (ruteni).
Satul este situat la o altitudine de 266 metri, pe malul unui afluent al pârâului Onut, în partea de centru a raionului Zastavna.

## Istorie
Localitatea Boianceni a făcut parte încă de la înființare din regiunea istorică Bucovina a Principatului Moldovei. Prima atestare documentară a localității datează din 5 ianuarie 1551.
După anexarea Bucovinei de către Imperiul Habsburgic în anul 1775, localitatea Boianceni a făcut parte din Ducatul Bucovinei, guvernat de austrieci, fiind inclusă în districtul Zastavna (în germană Zastawna). Începând din anul 1886 a funcționat la Boianceni o școală cu 3 clase.
După Unirea Bucovinei cu România la 28 noiembrie 1918, satul Boianceni a făcut parte din componența României, în Plasa Nistrului a județului Cernăuți. Pe atunci, majoritatea populației era formată din ucraineni, existând și o comunitate de români. 
Ca urmare a Pactului Ribbentrop-Molotov (1939), Bucovina de Nord a fost anexată de către URSS la 28 iunie 1940, reintrând în componența României în perioada 1941–1944. Apoi, Bucovina de Nord a fost reocupată de către URSS în anul 1944 și integrată în componența RSS Ucrainene. 
Începând din anul 1991, satul Boianceni face parte din raionul Zastavna al regiunii Cernăuți din cadrul Ucrainei independente. Conform recensământului din 1989, numărul locuitorilor care s-au declarat români plus moldoveni era de 1 (0+1), reprezentând 0,09% din populație. În prezent, satul are 1.033 locuitori, preponderent ucraineni.

## Demografie
Componența lingvistică a comunei Boianceni
     Ucraineană (99,52%)
     Alte limbi (0,48%)
Conform recensământului din 2001, majoritatea populației comunei Boianceni era vorbitoare de ucraineană (99,52%), existând în minoritate și vorbitori de alte limbi.
1989: 1.077 (recensământ)
2007: 1.033 (estimare)

### Recensământul din 1930
Componența etnică a comunei Boianceni (județul Cernăuți)
     Români (1,83%)
     Ruteni (90,3%)
     Evrei (7,37%)
     Polonezi (0,5%)
Componența confesională a comunei Boianceni
     Ortodocși (90,67%)
     Romano-catolici (1,22%)
     Mozaici (7,37%)
     Greco-catolici (0,74%)
Conform recensământului efectuat în 1930, populația comunei Boianceni se ridica la 1.640 locuitori. Majoritatea locuitorilor erau ruteni (90,30%), cu o minoritate de români (1,83%), una de evrei (7,37%) și una de polonezi (0,5%). Din punct de vedere confesional, majoritatea locuitorilor erau ortodocși (90,67%), dar existau și mozaici (7,37%), romano-catolici (1,22%) și greco-catolici (0,74%).

## Obiective turistice
- Biserica „Nașterea Domnului” – construită în 1896[5]
- Monumentul soldaților care au murit în primul razboi mondial, 1914–1918 – construit în 1923[6]
- Monumentul soldaților căzuți în Marele Război pentru Apărarea Patriei – construit în 1951[7]
- Capela „Sf. Serafim de Sarov” – construită în 1996 pentru a aniversa 100 de ani de la Biserica „Nașterea Domnului”[8]